# Joan Ribera i Masó
Joan Ribera i Masó, també conegut com a Nan Ribera, (Girona, 22 d'abril de 1975) és un exfutbolista català, que ocupava la posició de migcampista. Actualment es dedica a entrenar l'equip juvenil B del Junior CF, a Sant Cugat del Vallès.

## Trajectòria
Va militar al Girona FC (1993-95) i a la UE Figueres (1995-98) abans de ser fitxat pel RCD Espanyol. Amb l'equip perico va debutar en primera divisió la temporada 98/99, jugant 26 partits i marcant dos gols. Però, sense continuïtat, l'any següent fou cedit al Deportivo Alavés, on realitzà una bona campanya amb els bascos.
Al seu retorn a l'Espanyol tan sols disputa tres partits. La temporada 01/02 marxa a la UD Salamanca, on romandrà dues temporades, la segona tot just de suplent.
És fill de Josep Ribera i Frontera.